# Antocha yatungensis
Antocha yatungensis là một loài ruồi trong họ Limoniidae. Chúng phân bố ở miền Cổ bắc.